# Lymanopoda ferruginosa
Lymanopoda ferruginosa är en fjärilsart som beskrevs av Butler 1868. Lymanopoda ferruginosa ingår i släktet Lymanopoda och familjen praktfjärilar. Inga underarter finns listade i Catalogue of Life.